# Despertar Democrático
Despertar Democrático (en alemán: Demokratischer Aufbruch, DA) fue un movimiento y posteriormente partido político de la Alemania Oriental. 

## Historia
Fue fundado como movimiento político en octubre de 1989, sobre la base de grupos eclesiásticos políticamente activos. Entre los miembros fundadores estaban Wolfgang Schnur, Friedrich Schorlemmer, Rainer Eppelmann, Günter Nooke y Thomas Welz. La organización se transformó oficialmente en un partido político entre el 16 y el 17 de diciembre de 1989 en Leipzig. En la primera convención del partido, se adoptó un programa más conservador de lo que algunos de sus miembros fundadores, como Schorlemmer, estaban dispuestos a aceptar, por lo que muchos dejaron el partido. Otros, como Nooke, que lo abandonó poco después, renegaban la creciente cooperación con la Unión Demócrata Cristiana (CDU) de Alemania Oriental, que anteriormente había sido un partido integrante del bloque dominado por el Partido Socialista Unificado de Alemania (SED) y había apoyado al régimen comunista.
Despertar Democrático apoyaba la rápida reunificación con la Alemania occidental y formó parte de la coalición Alianza por Alemania (Allianz für Deutschland) junto a los partidos CDU y DSU para las elecciones a la Volkskammer del 18 de marzo. Sólo unos días antes de las elecciones, el presidente del partido, Schnur, confesó haber sido informante para la Stasi y renunció. Aunque la coalición electoral ganó las elecciones, el DA sólo obtuvo un 0,9% de los votos, obteniendo cuatro escaños en la Cámara Popular. Rainer Eppelmann de Despertar Democrático fue nombrado ministro de Defensa en el nuevo gobierno encabezado por Lothar de Maizière y en nuevo presidente del partido. El 5 de agosto de 1990 Despertar Democrático dejó de existir después de fusionarse con la CDU, que a su vez el 3 de octubre de 1990 se fusionó con la CDU Occidental.
Desde febrero de 1990 Angela Merkel desempeñó el cargo de portavoz del partido, y tras la formación del gobierno de Lothar de Maizière también como viceportavoz de este. Después de la posterior reunificación alemana, Merkel fue elegida en las elecciones federales de 1990 como miembro del Bundestag en representación de la ya unificada CDU, y finalmente se convirtió en Canciller de Alemania en 2005.

## Resultados electorales
| Año  | # de votos | % de votos | # de escaños obtenidos | +/– |
| ---- | ---------- | ---------- | ---------------------- | --- |
| 1990 | 106 146    | 0.9        | 4/400                  | 4   |